# Reaktor jądrowy III generacji
Reaktor jądrowy III generacji – unowocześniony typ reaktora jądrowego II generacji, zawierający ulepszenia konstrukcyjne opracowane podczas trwania projektów reaktorów II generacji. Dzięki ulepszeń nowe reaktory będą mogły pracować od 60 do nawet 120 lat (w porównaniu do granicy 40 lat z możliwością przedłużenia do ponad 80 lat dla II generacji).
Pierwsze reaktory III generacji zostały zbudowane w Japonii w połowie lat 90. XX w., a kilka innych projektowanych jest w Europie.
Elektrownia jądrowa zlokalizowana w Polsce ma korzystać z reaktorów jądrowych generacji III lub III+.

## Rodzaje reaktorów jądrowych III generacji

### Reaktory III generacji
- Zaawansowany reaktor wodny wrzący – Advanced Boiling Water Reactor (ABWR),
- Zaawansowany reaktor wodny ciśnieniowy – Advanced Pressurized Water Reactor (APWR),
- Zaawansowany reaktor ciężkowodny – Advanced Heavy Water Reactor (AHWR),
- Ulepszony reaktor jądrowy ciężkowodny CANDU,
- Wodno-wodny reaktor energetyczny wersja 1000/392 (PWR).
- Wielopętlowy kanałowy reaktor energetyczny -Mnogopetlewyje Kanalnyje Energeticzeskije Reaktory (MKER)

### Reaktory III+ generacji
- Zaawansowany reaktor jądrowy ciężkowodny CANDU,
- AP 1000 (Westinghouse Electric Company),
- Europejski Reaktor Ciśnieniowy,
- Ekonomiczny uproszczony reaktor wodny wrzący – Economic Simplified Boiling Water Reactor (ESBWR),
- APR-1400,
- Wodno-wodny reaktor energetyczny wersja 1200,
- EU-ABWR,
- Reaktor wodny ciśnieniowy (PWR) czwartej generacji projektowany przez Mitsubishi Heavy Industries.

### Reaktory III++ generacji
- B&W mPower – reaktor wodny ciśnieniowy projektowany i konstruowany wspólnie przez Babcock & Wilcox (B&W) oraz Generation mPower LLC (Bechtel)[2].